# New (Daya)
New è un singolo della cantante statunitense Daya, pubblicato l'11 ottobre 2017 sulle etichette Daya Records e Interscope Records.

## Video musicale
Il video musicale, diretto da Tobias Nathan, è stato reso disponibile il 12 ottobre 2017.

## Tracce
Testi e musiche di Grace Tandon, Brett McLaughlin, James Newman, Mikkel Eriksen, Nolan Lambroza e Tor Erik Hermansen.
Download digitale
1. New – 3:50

Download digitale – Ryan Riback Remix
1. New (Ryan Riback Remix) – 3:26

Download digitale – Mokita & GOLDHOUSE Remix
1. New (Mokita & GOLDHOUSE Remix) – 3:42

## Formazione
- Daya – voce
- Sir Nolan – produzione
- Stargate – produzione
- Mark Stent – missaggio
- Michael Freeman – assistenza al missaggio

## Classifiche
| Classifica (2017) | Posizione massima |
| ----------------- | ----------------- |
| Filippine         | 58                |
| Lettonia          | 83                |
| Repubblica Ceca   | 88                |
| Slovacchia        | 90                |